# Etxarri Aranatz
Etxarri Aranatz (o Echarri-Aranaz in castigliano) è un comune spagnolo di 2 364 abitanti situato nella comunità autonoma della Navarra.